# Xorides exmacularis
Xorides exmacularis är en stekelart som beskrevs av Wang och Gupta 1995. Xorides exmacularis ingår i släktet Xorides och familjen brokparasitsteklar. Inga underarter finns listade i Catalogue of Life.